# Churchill (Pensilvânia)
Churchill é um distrito localizado no estado norte-americano da Pensilvânia, no Condado de Allegheny.

## Demografia
Segundo o censo norte-americano de 2000, a sua população era de 3566 habitantes.
Em 2006, foi estimada uma população de 3302, um decréscimo de 264 (-7.4%).

## Geografia
De acordo com o United States Census Bureau tem uma área de 5,7 km², dos quais 5,7 km² cobertos por terra e 0,0 km² cobertos por água.

## Localidades na vizinhança
O diagrama seguinte representa as localidades num raio de 4 km ao redor de Churchill.